# Santa Ana del Táchira
Santa Ana del Táchira este un oraș în statul Táchira din Venezuela, cu peste 36.925 locuitori, fondat în 1860.